# Montpanchèir
Montpensier és un municipi francès situat al departament del Puèi Domat i a la regió d'Alvèrnia-Roine-Alps. L'any 2007 tenia 372 habitants.

## Demografia

### Població
El 2007 la població de fet de Montpensier era de 372 persones. Hi havia 139 famílies de les quals 25 eren unipersonals (8 homes vivint sols i 17 dones vivint soles), 55 parelles sense fills i 59 parelles amb fills.
La població ha evolucionat segons el següent gràfic:
Habitants censats

### Habitatges
El 2007 hi havia 161 habitatges, 145 eren l'habitatge principal de la família, 9 eren segones residències i 7 estaven desocupats. 160 eren cases i 1 era un apartament. Dels 145 habitatges principals, 133 estaven ocupats pels seus propietaris, 6 estaven llogats i ocupats pels llogaters i 5 estaven cedits a títol gratuït; 1 tenia una cambra, 1 en tenia dues, 10 en tenien tres, 50 en tenien quatre i 82 en tenien cinc o més. 115 habitatges disposaven pel capbaix d'una plaça de pàrquing. A 49 habitatges hi havia un automòbil i a 86 n'hi havia dos o més.

### Piràmide de població
La piràmide de població per edats i sexe el 2009 era:
| Homes | Edats   | Dones |
| ----- | ------- | ----- |
| 0     | 95 o +  | 0     |
| 0     | 90 a 94 | 0     |
| 4     | 85 a 89 | 4     |
| 4     | 80 a 84 | 0     |
| 4     | 75 a 79 | 16    |
| 0     | 70 a 74 | 0     |
| 0     | 65 a 69 | 4     |
| 12    | 60 a 64 | 4     |
| 4     | 55 a 59 | 8     |
| 20    | 50 a 54 | 12    |
| 12    | 45 a 49 | 12    |
| 24    | 40 a 44 | 20    |
| 12    | 35 a 39 | 12    |
| 4     | 30 a 34 | 12    |
| 28    | 25 a 29 | 4     |
| 0     | 20 a 24 | 8     |
| 8     | 15 a 19 | 8     |
| 4     | 10 a 14 | 12    |
| 4     | 5 a 9   | 16    |
| 8     | 0 a 4   | 4     |

## Economia
El 2007 la població en edat de treballar era de 259 persones, 184 eren actives i 75 eren inactives. De les 184 persones actives 174 estaven ocupades (99 homes i 75 dones) i 9 estaven aturades (2 homes i 7 dones). De les 75 persones inactives 23 estaven jubilades, 26 estaven estudiant i 26 estaven classificades com a «altres inactius».

### Ingressos
El 2009 a Montpensier hi havia 159 unitats fiscals que integraven 412 persones, la mediana anual d'ingressos fiscals per persona era de 17.777,5 €.

### Activitats econòmiques
Dels 6 establiments que hi havia el 2007, 1 era d'una empresa de fabricació de material elèctric, 2 d'empreses de construcció, 1 d'una empresa de comerç i reparació d'automòbils, 1 d'una empresa d'hostatgeria i restauració i 1 d'una empresa financera.
Dels 2 establiments de servei als particulars que hi havia el 2009, 1 era una fusteria i 1 lampisteria.
L'any 2000 a Montpensier hi havia 17 explotacions agrícoles que ocupaven un total de 528 hectàrees.

## Equipaments sanitaris i escolars
El 2009 hi havia una escola elemental.

## Poblacions més properes
El següent diagrama mostra les poblacions més properes.